# Farragut (Tennessee)
Pour les articles homonymes, voir Farragut.
Farragut est une municipalité américaine située dans les comtés de Knox et de Loudon dans l'État du Tennessee. Elle fait partie de l'agglomération de Knoxville.
Selon le recensement de 2010, Farragut compte 20 676 habitants. La municipalité s'étend sur 16,17 milles carrés (41,88 km2), dont 0,17 milles carrés (0,44 km2) d'étendues d'eau. Seule une toute petite partie de la ville se trouve dans le comté de Loudon : 0,03 milles carrés (0,08 km2) et 7 habitants.
La localité doit son nom à l'amiral David Farragut, né dans la région. Elle devient une municipalité le 16 janvier 1980.